# Liste der Bodendenkmale im Landkreis Nordsachsen

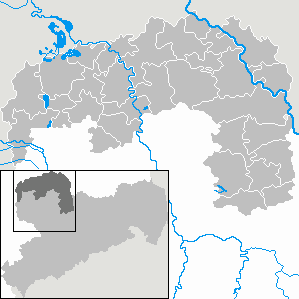
Karte des Landkreises Nordsachsen

In der Liste der Bodendenkmale im Landkreis Nordsachsen sind die Bodendenkmale im Landkreis Nordsachsen nach dem Stand der Auflistung von Harald Quietzsch und Heinz Jacob aus dem Jahr 1982 aufgeführt. Eventuelle Änderungen und Ergänzungen, insbesondere aus der Zeit nach der Wende, sind nicht berücksichtigt, da für Sachsen aktuell keine neueren allgemein zugänglichen Bodendenkmallisten vorliegen. Die Kulturdenkmale sind in der Liste der Kulturdenkmale im Landkreis Nordsachsen aufgeführt.

## Aufteilung
Wegen der großen Anzahl von Bodendenkmalen im Landkreis Nordsachsen ist diese Liste in Teillisten nach den Städten und Gemeinden aufgeteilt.
| Karte | Bodendenkmale in … | Denkmale |
| ----- | ------------------ | -------- |
|       | Arzberg            |          |
|       | Bad Düben          |          |
|       | Beilrode           |          |
|       | Belgern-Schildau   |          |
|       | Cavertitz          |          |
|       | Dahlen             |          |
|       | Delitzsch          |          |
|       | Doberschütz        |          |
|       | Dommitzsch         |          |
|       | Dreiheide          |          |
|       | Eilenburg          |          |
|       | Elsnig             |          |
|       | Jesewitz           |          |
|       | Krostitz           |          |
|       | Laußig             |          |
|       | Liebschützberg     |          |
|       | Löbnitz            |          |
|       | Mockrehna          |          |
|       | Mügeln             |          |
|       | Naundorf           |          |
|       | Oschatz            |          |
|       | Rackwitz           |          |
|       | Schkeuditz         |          |
|       | Schönwölkau        |          |
|       | Taucha             |          |
|       | Torgau             |          |
|       | Trossin            |          |
|       | Wermsdorf          |          |
|       | Wiedemar           |          |
|       | Zschepplin         |          |